# Ain't Been Done (canción de Jessie J)
"Ain't Been Done" es un sencillo de Jessie J extraído como el último sencillo del álbum "Sweet Talker" de 2014. Jessie ha lanzado un video con la letra de la canción y la ha interpretado en vivo en varias ocasiones. "Ain't Been Done" se lanzó inicialmente como el primer sencillo promocional de "Sweet Talker" el 7 de octubre de 2014 junto con "Masterpiece".
"Ain't Been Done" es una canción pop con elementos trap producida por David Gamson y escrita por este último con Scott Harris y Emily Warren, quienes también coescribieron "Masterpiece".

## Promoción
Jessie J interpretó la canción acústicamente por primera vez el 10 de octubre de 2014 para coincidir con el lanzamiento del álbum "Sweet Talker", lanzándolo como sencillo promocional tres días antes. Después de lanzar "Masterpiece" come sencillo oficial en 2014 del álbum, Jessie grabó como sencillo una canción para la comedia musical  Pitch Perfect 2, "Flashlight" y más tarde "Sorry to Interrupt" para la campaña publicitaria de Kellogg's.
Regresó a la escena poco después el 24 de agosto de 2015 con "Ain't Been Done" lanzándolo como un sencillo digital y acompañando el lanzamiento del sencillo con un video lírico. Jessie no ha lanzado una versión física para este single en el mundo, pero existen copias físicas en Australia .
"Ain't Been Done" fue anunciado como sencillo oficial por The Voice Australia en Twitter.

## Recepción de la crítica
Para Raffaella Sbrescia es "una canción enérgica, rápida y con un texto áspero" en su reseña sobre "Ritratti di Note" 
Album of the Year demostró que los críticos no se expresaron sobre el sencillo, pero en base a los votos de los usuarios alcanzó la puntuación de 62.
Según RnBJunk: "7 meses después del lanzamiento de la muy subestimada" Masterpiece ", la estrella ha considerado oportuno poner otro de los mejores uptempo del proyecto en el mercado, con la esperanza de poder convertirlo en un éxito de verano, al menos en Australia."

## Espectáculos en vivo
Jessie J interpretó "Ain't Been Done" en vivo durante "Sweet Talker: The Tour", pero también en ocasiones especiales: en Summertime Ball 2014 ya en julio de 2014, presentándolo como una canción inédita del próximo álbum, en el Wireless. Festival 2015 en versión rock, y en The Voice Australia 2015.